# Тріщинно-карстові води
Тріщинно-карстові води (рос. трещинно-карстовые воды, англ. fracture-karst water, fissure-karst water; нім. Karst- und Kluftwasser n) — підземні води, що залягають і циркулюють у тріщинуватих і закарстованих гірських породах. Для Т.-к.в. характерні турбулентні рухи й відносно великі ресурси вод.
При проходженні гірничих виробок і видобутку корисних копалин Т.-к.в. виявляються у вигляді підвищених водоприпливів і потужних раптових проривів, що часто спричиняють затоплення виробок. Т.-к.в., завдяки підвищеній водовіддачі й хорошій дренуючій здатності закарстованих і тріщинуватих масивів, широко використовуються в господарстві для питного й технічного водопостачання.